# Draven
Draven este o arie protejată (arie specială de conservare — SAC, sit de importanță comunitară — SCI, arie de protecție specială avifaunistică — SPA) din Suedia întinsă pe o suprafață de 435,8 ha, integral pe uscat.

## Localizare
Centrul sitului Draven este situat la coordonatele 57°09′26″N 13°39′01″E / 57.1572°N 13.6504°E.

## Înființare
Situl Draven a fost declarat arie de protecție specială avifaunistică în martie 1996 pentru a proteja 19 specii de animale. Alte tipuri de protecție:
- sit de importanță comunitară (în ianuarie 1997)
- arie specială de conservare (în martie 2011)[1][3][4]

## Biodiversitate
Situată în ecoregiunea boreală, aria protejată conține 3 habitate naturale: Lacuri eutrofice naturale cu vegetație de tip Magnopotamion sau Hydrocharition, Pajiști cu Molinia pe soluri calcaroase, turboase sau argilos-nămoloase (Molinion caeruleae), Mlaștini alcaline.
La baza desemnării sitului se află mai multe specii protejate de  păsări (19): rață lingurar (Anas clypeata), rață cârâitoare (Anas querquedula), buhai de baltă (Botaurus stellaris),  prundaș gulerat mic (Charadrius dubius), erete de stuf (Circus aeruginosus), porumbel de scorbură (Columba oenas), lebădă de iarnă (Cygnus cygnus), cocor (Grus grus), sfrâncioc roșiatic (Lanius collurio), pescăruș râzător (Larus ridibundus), becațină mică (Lymnocryptes minimus), codobatura galbenă (Motacilla flava), culic mare (Numenius arquata), ploier auriu (Pluvialis apricaria), cresteț pestriț (Porzana porzana), cristei de baltă (Rallus aquaticus), chiră de baltă (Sterna hirundo), fluierar de mlaștină (Tringa glareola), fluierarul cu picioare roșii (Tringa totanus).